# Compétition de clé secrète RSA
La compétition de clé secrète RSA (en anglais : RSA Laboratories Secret-Key Challenge) était une série de concours lancée par RSA Laboratories le 28 janvier 1997 dans le but d’estimer la sécurité des algorithmes de chiffrement symétrique en mesurant leur résistance à des attaques par force brute. Les algorithmes étudiés étaient DES et RC5. RSA Laboratories a décidé d’interrompre la compétition en mai 2007.

## Détails du concours
Les deux chiffrement DES et RC5 sont des chiffrements par bloc.
Pour chaque concours, RSA Laboratories a publié sur son site un texte chiffré dont les trois premiers blocs (24 caractères) sont connus,. Pour gagner, un participant devait casser le code en retrouvant le message original complet, et la clef utilisée pour le chiffrer. La compétition proposait un concours pour DES et douze concours pour diverses variantes de RC5.
Chacun des défis RC5-* a été nommé d’après la variante de l'algorithme de chiffrement RC5 utilisée : RC5-w/r/b signifie qu’il utilise des mots de w-bits, un nombre de r tours, et une clef utilisant jusqu’à b octets. Les projets de distributed.net mentionnent seulement le nombre de bits de la clef, par exemple le projet RC5-72 renvoie à RC5-32/12/9, la longueur de la clef étant de 72 bits.
Le premier défi, est le premier des défis DES (DES Challenges) de la même société. Il s'agit de retrouver une clef DES de 56 bits. Il a été résolu en juin 1997 en 140 jours.
Le DES a été cassé en 22 heures 15 minutes, en janvier 99, grâce à un travail conjoint de distributed.net (calcul distribué sur le web) et d'une machine dédiée, Deep Crack de l'EFF, ceci dans le cadre du DES III, un autre des DES Challenges.

## Distributed.net
Le projet distributed.net, a participé activement à la compétition.
RC5-32/12/7, doté d’un prix de 10 000 $ US, a été résolu par distributed.net le 19 octobre 1997 en 250 jours. Le texte caché était : 
« It's time to move to a longer key length »
« Il est temps de passer à une plus grande taille de clé »
RC5-32/12/8, doté d’un prix de 10 000 $ US, a été résolu par distributed.net le 14 juillet 2002 en 1 757 jours. Le texte caché était : 
« Some things are better left unread »
« Toute chose n'est pas bonne à lire »
Les huit défis restant, de RC5/32/12/9 jusqu’à RC5/32/12/16, n’ont toujours pas été résolus. Ils étaient dotés chacun d’un prix de 10 000 $ US par RSA laboratories jusqu’en mai 2007. Le projet distributed.net a offert en 2008 un prix de 4 000 $ US pour RC5/32/12/9.
L’avancement du projet RC5-72 (RC5-32/12/9) de distributed.net était de 3,78 % au 29 octobre 2015, après 4 713 jours.